# Costa Rica i olympiska vinterspelen 1984
Costa Rica deltog med tre deltagare vid de olympiska vinterspelen 1984 i Sarajevo. Ingen av landets deltagare erövrade någon medalj.